# Світ молоді (Коломия)
«Світ мо́лоді» — місячник для українських дівчат. Виходив у Коломиї у 1934—1939 роках, спочатку як додаток до журналу «Жіноча доля», з 1936 року — окремо. Редактор Ірина Вільде.
У виданні друкувалося багато матеріалів про літературу і мистецтво.